# 南梨央奈
南梨央奈（日语：／ Minami Riona，1992年12月23日—），日本AV女優。
出身於東京都，所屬事務所是ループエンターテイメント。

## 個人簡歷
2011年9月以18歲年齡從KUKI在AV界出道。12月以後成為企劃單體女優在活動。成為BRW108的一員。
出道時是咖啡色頭髮的辣妹系女優，2012年開始轉為黑髮蘿莉系。此外，名字是「南 梨央奈」而不是「南梨 央奈」。
2014年SEGA發行的遊戲，「人中之龍」中的角色進入女優人氣投票，排名第11名而獲得「人中之龍0 誓約的場所」的演出權利。
興趣是料理、與貓玩。飼養的貓是蘇格蘭摺耳貓。
討厭的食物是香菜，喜歡喝酒。
2016年8月5日到7日現身2016第五屆台灣成人博覽會。
2017年6月25日販售第一本寫真集「南梨央奈1st.写真集 みなりお。」
2017年11月16日在AVOPEN2017的「VR-1グランプリ」中獲得第2名。
2021年2月於ゲオTV的「バレンタインチョコを貰いたいAV女優！アンケート」中獲得第3名。

## 外部連結
- 南梨央奈的X（前Twitter）
- minario store （页面存档备份，存于） （2015年10月4日 - ）

※下面為18禁網站
- 南梨央奈のミナリオ日記♪ （页面存档备份，存于） - 官方部落格（2011年9月30日 - ）
- 公式プロフィール，存于[] - KUKI